# Sord M 170
Il Sord M 170 è un home computer giapponese, prodotto dalla Sord Computer Corporation nel 1978, basato sul processore Zilog Z80 operante alla frequenza di 2 MHz.
Era derivato dai modelli M-100 e M-110. La versione base era fornita di un monitor Hitachi, un alimentatore esterno e un registratore a cassette. L'M-170 poteva gestire 2 registratori a cassetta simultaneamente.
Non era incluso nessun linguaggio di programmazione residente sul computer, ma era presente solamente un monitor dotato di 19 comandi. Uno di questi permette il caricamento dell'interprete Sord BASIC.
La versione ACE poteva supportare fino a un massimo di 3 floppy drive da 5,25" aventi una capacità di memorizzazione pari a 143 kB. Era inoltre presente un interprete BASIC evoluto e una scheda grafica. Era anche disponibile un compilatore in linguaggio Fortran.

## Specifiche tecniche
- Processore: Zilog Z80, 2 MHz
- Risoluzione: testo 64x24
- Risoluzione grafica: 320x256 pixels monocromatico oppure 160x256 pixel con 8 colori (modello ACE)
- RAM: 16 o 32 KB
- ROM: 4 KB
- Suono: generatore di suoni con estensione di 2 ottave
- Sistema operativo: ACEDOS
- Porte di I/O: bus S-100, Porta parallela, Porta seriale (da 300 a 9600 baud)